# Gonzalo Castellanos Yumar
Gonzalo Castellanos Yumar (* 3. Juni 1926 in Canoabo; † 10. Januar 2020 in Caracas) war ein venezolanischer Komponist.

## Leben und Karriere
Der jüngere Bruder von Evencio Castellanos erhielt ersten Unterricht bei seinem Vater Pablo Castellanos Almenar und besuchte ab 1941 die Escuela Superior de Música José Angel Lamas, wo Vicente Emilio Sojo sein Kompositionslehrer war. 1947 wurde ihm für seine Suite Caraqueña der Titel Maestro Compositor verliehen. 1952 erhielt er den Premio Nacional de Música de Cámara für seine Fantasía Cromática für Orgel, zwei Jahre später den Premio Vicente Emilio Sojo für Antelación e Imitación Fugaz.
Bis 1963 lebte er in Europa, wo er Dirigieren bei Sergiu Celibidache und Instrumentation bei Pierre Wesner und Jean-Yves Daniel-Lesur studierte und Olivier Messiaen in seinen Analyse-Klassen assistierte. Nach seiner Rückkehr nach Venezuela wurde er Gründer und Direktor des Chores der Universidad Católica Andrés Bello und Direktor des Orquesta Sinfónica Venezuela (1966–78). 1964 gründete er das Collegium Musicum de Caracas. 1990 erhielt er die höchste Auszeichnung Venezuelas für Musiker, den Premio Nacional de Música.
Viele Jahre war Castellanos Professor für Instrumentation an der Escuela Superior de Música José Ángel Lamas. Außerdem war er Direktor der Escuela de Música Juan Manuel Olivares und des Radio Nacional de Venezuela sowie musikalischer Direktor des Instituto Nacional de Cultura y Bellas Artes. Die Universidad Central de Venezuela verlieh ihm einen Ehrendoktortitel.

## Werke
- Suite Caraqueña, 1947
- Fantasía Cromática para órgano, 1952
- Antelación e Imitación Fugaz, 1954
- Fantasía Sinfónica para piano y orquesta, 1958
- Divertimento para once instrumentos, 1966
- Concierto para violín y orquesta, 1972